# Conus glenni
Espèce
Statut de conservation UICN

 LC  : Préoccupation mineure
Conus glenni est une espèce de mollusques gastéropodes marins de la famille des Conidae.
Comme toutes les espèces du genre Conus, ces escargots sont prédateurs et venimeux. Ils sont capables de « piquer » les humains et doivent donc être manipulés avec précaution, voire pas du tout.

## Distribution
Cette espèce est présente dans la mer des Caraïbes au large du Panama et de la Colombie.

### Niveau de risque d’extinction de l’espèce
Selon l'analyse de l'UICN réalisée en 2011 pour la définition du niveau de risque d'extinction, cette espèce s'étend de Bocas del Toro aux îles San Blas au Panama et aux îles de San Andres (Colombie). Il n'y a pas de menaces connues. Cette espèce est classée dans la catégorie " préoccupation mineure ".

## Taxonomie

### Publication originale
L'espèce Conus glenni a été décrite pour la première fois en 1993 par le malacologiste américain Edward James Petuch (d) dans la publication intitulée « La Conchiglia »,.

### Synonymes
- Atlanticonus glenni (Petuch, 1993) · non accepté
- Conus (Atlanticonus) glenni Petuch, 1993 · appellation alternative
- Conus (Leporiconus) glenni Petuch, 1993 · non accepté
- Gladioconus glenni (Petuch, 1993) · non accepté

## Identifiants taxinomiques
- Ressources relatives au vivant :   - Global Biodiversity Information Facility
  - iNaturalist
  - Interim Register of Marine and Nonmarine Genera
  - SeaLifeBase
  - Union internationale pour la conservation de la nature
  - World Register of Marine Species

Chaque taxon catalogué par les bases de données biologiques et taxonomiques possède un identifiant qui permet d'établir un point de référence. Les identifiants de Conus glenni dans les principales bases sont les suivants :
CoL : XXGW - GBIF : 6509877 - iNaturalist : 431992 - IRMNG : 11783249 - TAXREF : 150752 - UICN : 192262 - WoRMS : 428988